# Qualificazioni al campionato mondiale di calcio 2018
Le Qualificazioni al campionato mondiale di calcio 2018 hanno stabilito trentuno delle trentadue partecipanti all'evento - la Russia è qualificata d'ufficio in qualità di nazione ospitante - che hanno giocato il mondiale di calcio 2018.
Il sorteggio è avvenuto il 25 luglio 2015 alle 18:00 MSK (UTC+3), al Palazzo di Costantino di Strelna, San Pietroburgo. Le gare sono iniziate il 12 marzo 2015 e terminate il 15 novembre 2017, data del ritorno degli spareggi interzona. Tutte le 210 federazioni affiliate alla FIFA sono state ammesse a partecipare al processo di qualificazione e, per la prima volta nella storia della Coppa del Mondo, tutte si sono registrate ai preliminari, anche se Zimbabwe ed Indonesia sono state squalificate prima di iniziare il torneo, rispettivamente il 12 marzo e il 30 maggio 2015. Le debuttanti sono il Bhutan, Sudan del Sud, Gibilterra e il Kosovo. Ai diversi tornei hanno quindi partecipato 208 Nazionali.

## AFC
Le qualificazioni della federazione asiatica, che hanno deciso le quattro squadre qualificate alla fase finale del mondiale e la squadra che deve affrontare il play-off intercontinentale per qualificarsi alla fase finale del mondiale, hanno visto iscritte 46 squadre nazionali. Le qualificazioni iniziano il 12 marzo 2015 e si sono concluse il 10 ottobre 2017 e sono composte da quattro turni eliminatori:
- Primo turno preliminare (dal 12 al 23 marzo 2015): le dodici squadre con il peggior ranking continentale (dalla posizione 35 alla 46) si sono sfidate in sei confronti ad eliminazione diretta con partite di andata e ritorno e le vincitrici si sono qualificate al turno successivo;
- Secondo turno preliminare (dal 24 maggio 2015 al 29 marzo 2016): le sei squadre qualificate si sono aggiunte alle prime 34 squadre del ranking continentale, le quaranta squadre sono state suddivise in otto gironi da cinque squadre ciascuno, con partite di andata e ritorno (il 30 maggio 2015 l'Indonesia viene squalificata dalla FIFA e quindi un girone diventa da quattro squadre). Le squadre prime classificate di ciascuno degli otto gironi e le quattro squadre seconde classificate con il miglior rendimento contro la prima, terza e quarta squadra del rispettivo raggruppamento si sono qualificate al turno successivo;
- Turno finale di qualificazione (dal 1º settembre 2016 al 5 settembre 2017): le dodici squadre qualificate sono state suddivise in due gironi da sei squadre ciascuno, con partite di andata e ritorno. Le prime due squadre classificate di ciascuno dei due gironi, per un totale di quattro squadre, si sono qualificate alla fase finale del mondiale mentre le squadre terze classificate dei due gironi sono passate al turno successivo;
- Quarto turno (il 5 e il 10 ottobre 2017): le due squadre terze classificate hanno dato vita a una sfida ad eliminazione diretta con partite di andata e ritorno; la squadra vincitrice ha dovuto affrontare il play-off intercontinentale.

Spareggio intercontinentale (il 10 e il 15 novembre 2017): la squadra della federazione asiatica (AFC) identificata dal quarto turno ha affrontato la squadra della federazione di nord, centro America e Caraibi (CONCACAF) in un confronto a eliminazione diretta con partite di andata e ritorno. La squadra vincitrice si è qualificata alla fase finale del mondiale.
Squadre qualificate:
- Iran (1ª classificata nel gruppo A della fase finale);
- Corea del Sud (2ª classificata nel gruppo A della fase finale);
- Giappone (1ª classificata nel gruppo B della fase finale);
- Arabia Saudita (2ª classificata nel gruppo B della fase finale).

## CAF
Il comitato esecutivo della CAF ha approvato il formato delle qualificazioni della federazione africana il 14 gennaio 2015, con l'iscrizione di 54 squadre nazionali (Riunione non è affiliata alla FIFA e quindi non partecipa), poi ridotte a 53 per la squalifica dello Zimbabwe il 12 marzo 2015. Le qualificazioni, che decidono le 5 squadre qualificate alla fase finale del mondiale, sono iniziate il 7 ottobre 2015 e si sono concluse il 14 novembre 2017. Si sono disputati tre turni eliminatori:
- primo turno (dal 7 al 13 ottobre 2015): le ultime 26 squadre del ranking continentale (dalla posizione 28 alla 53) si sono sfidate in tredici confronti ad eliminazione diretta, con partite di andata e ritorno: le vincitrici si sono qualificate al turno successivo;
- secondo turno (dall'11 al 17 novembre 2015): le tredici squadre qualificate si aggiungono alle prime ventisette squadre del ranking continentale: le quaranta squadre si sono sfidate in venti confronti ad eliminazione diretta con partite di andata e ritorno e le vincitrici si sono qualificate al turno successivo;
- Turno a gironi (dal 7 ottobre 2016 al 14 novembre 2017): le venti squadre qualificate sono state suddivise in cinque gironi da quattro squadre ciascuno con partite di andata e ritorno. Le squadre prime classificate di ciascuno dei cinque gironi si sono qualificate alla fase finale del mondiale.

Squadre qualificate:
- Tunisia (1ª classificata nel gruppo A della fase finale);
- Nigeria (1ª classificata nel gruppo B della fase finale);
- Marocco (1ª classificata nel gruppo C della fase finale);
- Senegal (1ª classificata nel gruppo D della fase finale);
- Egitto (1ª classificata nel gruppo E della fase finale).

## CONCACAF
I dettagli delle qualificazioni della federazione di nord, centro America e Caraibi sono stati annunciati il 12 gennaio 2015; si sono iscritte 35 squadre nazionali (Bonaire, Guadalupa, Guyana francese, Martinica, Saint-Martin e Sint Maarten non sono affiliate alla FIFA e quindi non hanno partecipato). Le qualificazioni, che hanno stabilito le tre squadre qualificate alla fase finale del mondiale e la squadra che deve affrontare il play-off intercontinentale per la qualificazione alla fase finale del mondiale, sono iniziate il 23 marzo 2015 e si sono concluse il 10 ottobre 2017; cinque i turni eliminatori:
- Primo turno (dal 22 al 31 marzo 2015): le ultime quattordici squadre del ranking continentale (dalla posizione 22 alla 35) si sono sfidate in sette confronti ad eliminazione diretta, con partite di andata e ritorno: le vincitrici si sono qualificate al turno successivo;
- Secondo turno (dal 7 al 16 giugno 2015): le sette squadre qualificate si sono aggiunte ad altre tredici squadre (dalla posizione 9 alla 21 del ranking continentale), le venti squadre si sono sfidate in dieci confronti a eliminazione diretta con partite di andata e ritorno e le vincitrici si sono qualificate al turno successivo;
- Terzo turno (dal 4 all'8 settembre 2015): le dieci squadre qualificate si sono aggiunte ad altre due squadre (delle posizioni 7 ed 8 del ranking continentale), le dodici squadre si sono sfidate in sei confronti ad eliminazione diretta con partite di andata e ritorno e le vincitrici si sono qualificate al turno successivo;
- Quarto turno (dal 13 novembre 2015 al 6 settembre 2016): le sei squadre qualificate si sono aggiunte alle prime sei squadre del ranking continentale, le dodici squadre sono state suddivise in tre gironi da quattro squadre ciascuno con partite di andata e ritorno. Le prime due squadre classificate di ciascuno dei tre gironi si sono qualificate al turno successivo;
- Turno finale (dall'11 novembre 2016 al 10 ottobre 2017): le sei squadre qualificate si sono affrontate in un girone con partite di andata e ritorno. Le prime tre squadre classificate si sono qualificate alla fase finale del mondiale, mentre la squadra quarta classificata deve affrontare il play-off intercontinentale.

Spareggio intercontinentale (il 10 e il 15 novembre 2017): la squadra della federazione di nord, centro America e Caraibi (CONCACAF) ha affrontato la squadra della federazione asiatica (AFC) in un confronto ad eliminazione diretta con partite di andata e ritorno. La squadra vincitrice si è qualificata alla fase finale del Mondiale.
Squadre qualificate:
- Messico (1ª classificata nel gruppo unico della fase finale);
- Costa Rica (2ª classificata nel gruppo unico della fase finale);
- Panama (3ª classificata nel gruppo unico della fase finale).

## CONMEBOL
Alle qualificazioni della federazione sudamericana si sono iscritte tutte le dieci squadre nazionali; il 25 luglio 2015, a San Pietroburgo, è stato stabilito il calendario delle partite. Le qualificazioni, che hanno deciso le quattro squadre qualificate alla fase finale del mondiale e la squadra che ha dovuto affrontare il play-off intercontinentale per qualificarsi alla fase finale del mondiale, sono iniziate l'8 ottobre 2015 e si sono concluse il 10 ottobre 2017; si è disputato un unico turno eliminatorio:
- Girone eliminatorio (dall'8 ottobre 2015 al 10 ottobre 2017): le dieci squadre si sono affrontate in un girone unico con partite di andata e ritorno. Le prime quattro squadre classificate si sono automaticamente qualificate alla fase finale del mondiale, mentre la squadra quinta classificata ha dovuto affrontare il play-off intercontinentale.

Play-off intercontinentale (l'11 e il 15 novembre 2017): la squadra della federazione sudamericana (CONMEBOL) ha affrontato la squadra della federazione dell'Oceania (OFC) in un confronto ad eliminazione diretta con partite di andata e ritorno. La squadra vincitrice si è qualificata alla fase finale del mondiale.
Squadre qualificate:
- Brasile (1ª classificata nel gruppo unico);
- Uruguay (2ª classificata nel gruppo unico);
- Argentina (3ª classificata nel gruppo unico);
- Colombia (4ª classificata nel gruppo unico).

## OFC
Il formato della OFC Nations Cup (Coppa delle nazioni oceaniane), che vale anche come qualificazione al Mondiale 2018 per la federazione dell'Oceania, è stato approvato il 20 ottobre 2014 e si sono iscritte undici squadre nazionali (Kiribati, Niue e Tuvalu non sono affiliate alla FIFA e quindi non hanno partecipato). Le qualificazioni, che hanno deciso la squadra che ha partecipato al play-off intercontinentale per la qualificazione alla fase finale del mondiale, sono iniziate il 31 agosto 2015 e si sono concluse il 5 settembre 2017; si sono disputati tre turni eliminatori:
- Prima fase di qualificazione (dal 31 agosto al 4 settembre 2015): le ultime quattro squadre del ranking continentale e per meriti sportivi si sono affrontate in un girone con partite di sola andata e la squadra prima classificata si è qualificata al turno successivo;
- OFC Nations Cup (dal 28 maggio al 5 giugno 2016): la squadra qualificata si è aggiunta alle prime sette squadre del ranking continentale e per meriti sportivi, dando vita alla Coppa delle nazioni oceaniane. Le otto squadre sono state suddivise in due gironi da quattro squadre ciascuno, con partite di sola andata. Le prime due squadre classificate di ciascuno dei due gruppi si sono affrontate nelle semifinali a eliminazione diretta in gara unica (8 giugno 2016); le due vincitrici si sono poi sfidate nella finale, sempre in gara unica (11 giugno 2016). La vincitrice, oltre a trionfare nel torneo continentale, si è qualificata alla FIFA Confederations Cup 2017. Invece, per le qualificazioni alla fase finale del mondiale, le prime tre squadre classificate di ciascuno dei due gruppi si sono qualificate al turno successivo;
- Terza fase di qualificazione (dal 7 novembre 2016 al 5 settembre 2017): le sei squadre qualificate sono state suddivise in due gironi da tre squadre ciascuno, con partite di andata e ritorno; le squadre prime classificate dei due gironi hanno dato vita a una sfida a eliminazione diretta con partite di andata e ritorno: la squadra vincitrice si è qualificata al play-off intercontinentale.

Spareggio intercontinentale (l'11 e il 15 novembre 2017): la squadra della federazione dell'Oceania (OFC) ha affrontato la squadra della federazione sudamericana (CONMEBOL) in un confronto a eliminazione diretta con partite di andata e ritorno. La squadra vincitrice si è qualificata alla fase finale del mondiale.

## UEFA

Logo del torneo di qualificazione UEFA per la Coppa del Mondo.

Le qualificazioni della federazione europea, alle quali sono si sono iscritte cinquantaquattro squadre nazionali, hanno stabilito le tredici squadre qualificate al Mondiale 2018 (in aggiunta alla Russia già qualificata di diritto come nazione ospitante). Le qualificazioni sono iniziate il 4 settembre 2016 e si sono concluse il 14 novembre 2017; due i turni eliminatori:
- Fase a gironi (dal 4 settembre 2016 al 10 ottobre 2017): le cinquantaquattro squadre sono state suddivise in nove gironi da sei squadre ciascuno che si sono affrontate in partite di andata e ritorno. Le squadre prime classificate di ciascuno dei nove gruppi si sono qualificate automaticamente alla fase finale del mondiale, mentre le otto squadre seconde classificate con il miglior rendimento contro la prima, terza, quarta e quinta squadra del rispettivo raggruppamento sono passate al turno successivo;
- Turno di spareggio (dal 9 al 14 novembre 2017): le otto migliori squadre seconde classificate si sono sfidate in quattro confronti a eliminazione diretta con partite di andata e ritorno (il sorteggio degli accoppiamenti è avvenuto a Zurigo il 17 ottobre 2017[1]). Le quattro squadre vincitrici si sono qualificate alla fase finale del mondiale, aggiungendosi alle altre nove squadre già qualificate dalla fase a gironi e alla Russia, qualificata di diritto come nazione organizzatrice.

Squadre qualificate:
- Russia (qualificata di diritto come paese ospitante);
- Francia (1ª classificata nel gruppo A);
- Portogallo (1ª classificata nel gruppo B);
- Germania (1ª classificata nel gruppo C);
- Serbia (1ª classificata nel gruppo D);
- Polonia (1ª classificata nel gruppo E);
- Inghilterra (1ª classificata nel gruppo F);
- Spagna (1ª classificata nel gruppo G);
- Belgio (1ª classificata nel gruppo H);
- Islanda (1ª classificata nel gruppo I);
- Svizzera (vincitrice del primo spareggio);
- Croazia (vincitrice del secondo spareggio);
- Svezia (vincitrice del terzo spareggio);
- Danimarca (vincitrice del quarto spareggio).

## Interzona
Le qualificazioni interzonali sono consistite in due spareggi, con partite di andata e ritorno, per decidere rispettivamente la penultima e l'ultima squadra a qualificarsi per i mondiali in Russia. Nello spareggio AFC-CONCACAF si sono affrontate la nazionale asiatica vincitrice dello spareggio della zona asiatica e la nazionale nord-centroamericana e caraibica quarta classificata nel gruppo unico della fase finale della zona nord-centroamericana e caraibica. Nello spareggio CONMEBOL-OFC si sono invece affrontate la nazionale sudamericana quinta classificata nel gruppo unico della zona sudamericana e la nazionale oceanica vincitrice della zona oceaniana. Le partite degli spareggi si sono disputate tra il 10 e il 15 novembre 2017.
Squadre qualificate:
- Australia (vincitrice dello spareggio CONCACAF-AFC);
- Perù (vincitrice dello spareggio OFC-CONMEBOL).

## Squadre qualificate

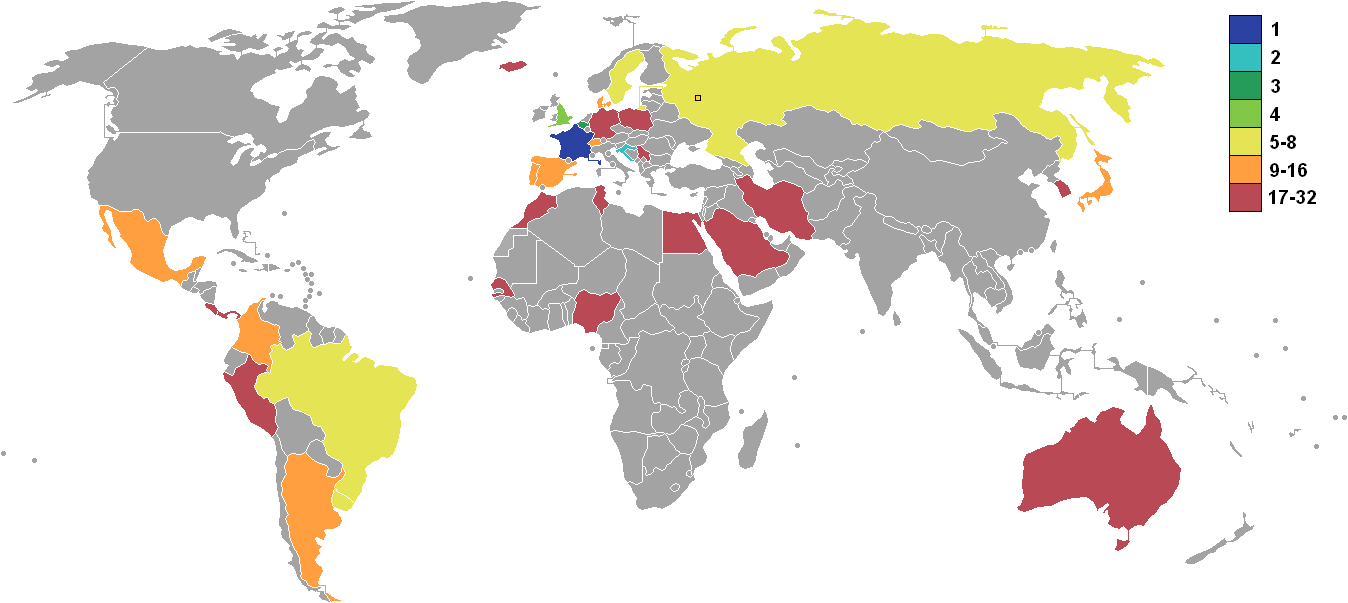
Le squadre qualificate

| Squadre        | Numero di presenze (inclusa edizione 2018) | Numero di presenze consecutive | Ultima apparizione |
| -------------- | ------------------------------------------ | ------------------------------ | ------------------ |
| Arabia Saudita | 5                                          | 4                              | 2006               |
| Argentina      | 17                                         | 12                             | 2014               |
| Australia      | 5                                          | 4                              | 2014               |
| Belgio         | 13                                         | 6                              | 2014               |
| Brasile        | 21                                         | 21                             | 2014               |
| Colombia       | 6                                          | 3                              | 2014               |
| Corea del Sud  | 10                                         | 9                              | 2014               |
| Costa Rica     | 5                                          | 2                              | 2014               |
| Croazia        | 5                                          | 3                              | 2014               |
| Danimarca      | 5                                          | 2                              | 2010               |
| Egitto         | 3                                          | 1                              | 1990               |
| Francia        | 15                                         | 6                              | 2014               |
| Germania       | 19                                         | 17                             | 2014               |
| Giappone       | 6                                          | 6                              | 2014               |
| Inghilterra    | 15                                         | 6                              | 2014               |
| Iran           | 5                                          | 2                              | 2014               |
| Islanda        | 1                                          | 1                              | esordiente         |
| Marocco        | 5                                          | 2                              | 1998               |
| Messico        | 16                                         | 7                              | 2014               |
| Nigeria        | 6                                          | 3                              | 2014               |
| Panama         | 1                                          | 1                              | esordiente         |
| Perù           | 5                                          | 2                              | 1982               |
| Polonia        | 8                                          | 4                              | 2006               |
| Portogallo     | 7                                          | 5                              | 2014               |
| Russia         | 4                                          | 2                              | 2014               |
| Senegal        | 2                                          | 1                              | 2002               |
| Serbia         | 4                                          | 2                              | 2010               |
| Spagna         | 15                                         | 11                             | 2014               |
| Svezia         | 12                                         | 3                              | 2006               |
| Svizzera       | 11                                         | 4                              | 2014               |
| Tunisia        | 5                                          | 3                              | 2006               |
| Uruguay        | 13                                         | 4                              | 2014               |